# Ayana Taketatsu
Ayana Taketatsu (竹達 彩奈?, Taketatsu Ayana; Prefettura di Saitama, 23 giugno 1989) è una doppiatrice e cantante giapponese, affiliata con l'agenzia I'm Enterprise.
Si è diplomata presso la Nihon Narration Engi Kenkyūjo, una scuola per doppiatori, prima di iniziare a lavorare come doppiatrice professionista. Ayana Taketatsu è dotata di una voce molto forte e spesso doppia personaggi tsundere.
Come doppiatrice del personaggio di Azusa Nakano in K-On!, ha registrato singoli ed album. L'album Hōkago Tea Time (放課後ティータイム), registrato dalle doppiatrici dell'anime, è arrivato alla prima posizione degli album più venduti in Giappone.
Nel 2019 si è sposata con il collega doppiatore Yūki Kaji.

## Ruoli principali

### Anime
2009
- Queen's Blade - Mako
- K-On! - Azusa Nakano[4]
- Kiss×Sis - Ako Suminoe[5]
- Yumeiro Pâtissière - Vanilla[6]
- Sasameki Koto - Manaka Akemiya

2010
- Baka to Test to Shōkanjū - Miharu Shimizu[7]
- Kiss×Sis - Ako Suminoe[8]
- Mayoi Neko Overrun! - Nozomi Kiriya
- K-On!! - Azusa Nakano
- Jewelpet - Miria[9]
- MM! - Mio Isurugi[10]
- Ore no imōto ga konna ni kawaii wake ga nai - Kirino Kōsaka
- Highschool of the Dead - Alice Maresato
- Hiyokoi - Nishiyama Hiyori
- Star Driver: Kagayaki no Takuto - Simone Aragon
- Tamayura - Fu Sawatari
- The Legend of the Legendary Heroes - Eslina Folka
- The World God Only Knows - Ayumi Takahara
- Yumeiro Pâtissière SP Professional - Vanilla

2011
- Baka to Test to Shōkanjū Ni! - Miharu Shimizu
- Dog Days - Eclair Martinozzi
- Guilty Crown - Tsugumi
- K-On! - Il film - Azusa Nakano
- Nekogami Yaoyorozu - Meiko
- Rio: Rainbow Gate! - Mint Clark
- Tamagotchi! - Tomomi
- Tamayura ~hitotose~ - Fu Sawatari ("Potte")
- The World God Only Knows II - Ayumi Takahara
- YuruYuri - Mirakurun
- Ben-Tō - Asebi Inoue
- Date A Live - Kotori Itsuka
- Yurumates Ha? - Sorella di Sae

2012
- High School DxD - Koneko Tōjo
- Sword Art Online - Leafa / Suguha Kirigaya

2013
- High School DxD New - Koneko Tōjo

2014
- Sword Art Online II - Leafa / Suguha Kirigaya

2015
- High School DxD BorN - Koneko Tōjo

2017
- Sword Art Online - The Movie: Ordinal Scale - Leafa / Suguha Kirigaya

2018
- High School DxD HERO - Koneko Tōjo
- Citrus - Yuzu Aihara

2019
- The Quintessential Quintuplets - Nino Nakano
- Mahō shōjo tokushusen Asuka - Chisato Yonamine

2021
- The World Ends with You the Animation - Raimu "Rhyme" Bito
- Kanojo mo kanojo - Milika (Rika Hoshizaki)

2022
- Bleach - Thousand Year Blood War - Bambietta Basterbine
- The Quintessential Quintuplets Movie - Nino Nakano[11]

2023
- Frieren - Oltre la fine del viaggio - Aura "La Ghigliottina"

2024
- The Grimm Variations - Rose

2025
- I'm the Evil Lord of an Intergalactic Empire! - Nias Carlin[12]

### Videogiochi
2007
- Soul Nomad & the World Eaters - Pinot

2009
- Trinity Universe - Tsubaki

2011
- Nora to Toki no Kōbō: Kiri no Mori no Majo - Nora Brundle
- The Legend of Heroes: Trails to Azure - Shirley Orlando
- Ore no imōto ga konna ni kawaii wake ga nai pōtaburu - Kirino Kōsaka
- To aru majutsu no index - Kirino Kōsaka

2012
- Persona 4 Arena - Labrys, Ombra di Labrys
- Kurohyō 2: Ryū ga Gotoku Ashura hen - Aoi
- Kingdom Hearts 3D: Dream Drop Distance - Raimu "Rhyme" Bito
- Phantasy Star Online 2 - Io
- Rune Factory 4 - Dolce
- The Legend of Nayuta: Boundless Trails - Creha

2013
- Sword Art Online: Infinity Moment - Leafa / Suguha Kirigaya
- Persona 4 Arena Ultimax - Labrys, Ombra di Labrys
- Drakengard 3 - Four

2014
- Granblue Fantasy - Cupitan, Juana, Sachiko Koshimizu
- Dengeki Bunko Fighting Climax - Kirino Kosaka, Leafa / Suguha Kirigaya
- Sword Art Online: Hollow Fragment - Leafa / Suguha Kirigaya

2015
- Dragon Quest Heroes: L'albero del mondo e le radici del male - Jessica Albert
- Digimon Story: Cyber Sleuth - Reiko Tawa
- Sword Art Online: Lost Song - Leafa / Suguha Kirigaya
- Megadimension Neptunia VII - B-sha
- Bleach: Brave Souls - Bambietta Basterbine
- Dragon Quest VIII: L'odissea del re maledetto (versione 3DS) - Jessica Albert
- Skullgirls 2nd Encore - Filia Medici, Fukua

2016
- The Legend of Heroes: Akatsuki no Kiseki - Shirley Orlando
- Sword Art Online: Hollow Realization - Leafa / Suguha Kirigaya
- Dragon Quest Heroes II - Jessica Albert

2017
- Accel World Vs. Sword Art Online: Millennium Twilight - Leafa / Suguha Kirigaya
- SINoALICE - Four
- The Legend of Heroes: Trails of Cold Steel III - Shirley Orlando
- Itadaki Street: Dragon Quest and Final Fantasy 30th Anniversary - Jessica Albert
- Dragon Quest Rivals - Jessica Albert
- Million Arthur: Arcana Blood - Wildcat Arthur
- Shinobi Master Senran Kagura: New Link - Koneko Tōjo
- Xenoblade Chronicles 2 - Zenobia

2018
- Sword Art Online: Fatal Bullet - Leafa / Suguha Kirigaya
- Persona 3: Dancing in Moonlight - Labrys
- Persona 5: Dancing in Starlight - Labrys
- BlazBlue: Cross Tag Battle - Labrys
- The Legend of Heroes: Trails of Cold Steel IV - Linde, Shirley Orlando
- Dragalia Lost - Natalie

2019
- Catherine: Full Body - Voce DLC per Catherine
- Rune Factory 4 Special - Dolce
- Arknights - W
- Pokémon Masters EX - Iris

2020
- Peter Grill e i momenti filosofali - Mimi Alpacas

2021
- NEO: The World Ends with You - Raimu "Rhyme" Bito
- Shin Megami Tensei V - Nuwa

2022
- Goddess of Victory: Nikke - Privaty, Nero

2023
- Neptunia Game Maker R:Evolution - B-Sha
- Sword Art Online: Last Recollection - Leafa / Suguha Kirigaya

2024
- Shin Megami Tensei V: Vengeance - Nuwa

2025
- Fantasy Life i: La ragazza che ruba il tempo - Snow, Nommie

### Drama CD
- Ore no imōto ga konna ni kawaii wake ga nai - Kirino Kōsaka
- Love DNA XX - Aoi
- Watashi ni xx Shinasai! - Mami Mizuno